# تورو (اجاره خودرو)
تورو (به انگلیسی: Turo)، که پیشتر RelayRides نام داشت، یک شرکت اجاره خودرو است. این شرکت اجازه می‌دهد تا صاحبان خودروهای شخصی با استفاده از رابط کاربری آنلاین و تلفن همراه، وسایل نقلیه خود را اجاره کنند. در سال ۲۰۱۷، طبق گفتهٔ تورو، چهار میلیون کاربر در این سرویس ثبت‌نام کردند و ۱۷۰ هزار ماشین خصوصی برای اجاره در دسترس بودند. این شرکت در سانفرانسیسکو مستقر است. از سال ۲۰۱۳ تا ۲۰۱۴، RelayRides در نیویورک در مورد نقض قانون بیمه اتومبیل دولتی مورد تحقیق بود که ۲۰۰٫۰۰۰ دلار جریمه را برایشان به همراه داشت.

## تاریخ
تورو با نام RelayRides در بوستون در ژوئن ۲۰۱۰ راه اندازی شد. مفهوم اشتراک‌خودروی همتا-به-همتا از بازارهای آنلاین مشابه مانند ایربی‌ان‌بی و ای‌بی الهام گرفته شده. در اواخر سال ۲۰۱۰، این شرکت در سانفرانسیسکو حضور پیدا کرد، که در حال حاضر دفتری اصلی آن قرار دارد و در سال ۲۰۱۲، در سراسر کشور فعال شد.
در ابتدا، اجاره یک خودرو از طریق تورو، نیازمند نصب یک دستگاه در ماشین بود که نظارت با جی‌پی‌اس، بازکردن قفل راه دور و ورود با کارت هوشمند را فعال می‌کرد. در سال ۲۰۱۲، تورو با برای بازکردن قفل ماشین‌های جنرال موتورز با تلفن همراه و بدون نصب دستگاه اضافی با شرکت بزرگ خودروسازی جنرال موتورز همکاری کرد. با این حال، در سال ۲۰۱۳، هم دستگاه اختصاصی خود و هم تکنولوژی بازکردن خودروهای جنرال موتورز را با روش مبادله دستی کلید به شکل شخص به شخص جایگزین کرد.
از سال ۲۰۱۰ تا ۲۰۱۴، تورو ۵۲٫۵ میلیون دلار سرمایه را از Canaan Partners, August Capital و  Google Ventures  و Shasta Ventures و Trinity Ventures دریافت کرد.
در ماه نوامبر سال ۲۰۱۵، RelayRides نام خود را به تورو تغییر داد، به گفته شرکت، که منعکس کننده حرکت شرکت از اجاره کوتاه مدت و بلند مدت است. فوربس آن را با تخمین ارزش ۳۱۱ میلیون دلاری در در میان «۱۴ استارت‌آپِ داغ پرتقاضا (14 hottest on-demand startups)» سال ۲۰۱۵ قرار داد.
در سال ۲۰۱۶ و ۲۰۱۷ تورو در سه استان آلبرتا، انتاریو و کبک کانادا راه اندازی شد. همچنین در سال ۲۰۱۶ تورو در انگلستان و کمی بعدتر در آلمان هم راه‌اندازی شد.

## تبلیغات غلط و فعالیت بیمهٔ بدون مجوز
در ماه مه ۲۰۱۳، اداره خدمات مالی ایالت نیویورک یک هشدار مصرف‌کننده را ابلاغ کرد و هشدار داد که تورو پوشش بیمه را برای کاربران برنامه خود به درستی ارائه نمی‌دهد. نیویورک یک نامه توقف و محرومیت تورو را در این ایالت صادر کرد. تورو برای تبلیغات غلط، درگیر شدن در فعالیت بیمه بدون مجوز و سایر تخلف‌ها، ۲۰۰٫۰۰۰ دلار جریمه شد.

## خدمات
در وبسایت و اپلیکیشن آی‌اواس و اندروید, تورو بیش از ۸۰۰ مدل وسایل نقلیه ارائه می‌دهد  و اجاره اتومبیل در بیش از ۵۰۰۰ شهر در ایالات‌متحده، کانادا، آلمان و انگلستان در دسترس است.
بر خلاف خدمات سنتی اجاره اتومبیل، تورو هیچ خودرویی ندارد. این شرکت پلتفرمی را ارائه می‌دهد که صاحبان خودرو می‌توانند اتومبیل‌های خود را اجاره دهند. تورو ادعا می‌کند که این پلت‌فرم هزینه‌های اجاره‌ای را نسبت به خدمات اجاره اتومبیل سنتی کاهش می‌دهد.
افرادی که مایل به اجاره دادن خودروهای خود هستند، می‌توانند خودروهایشان را به صورت آنلاین ثبت کنند تا توسط سایر اعضای تورو اجاره شوند. صاحب خودرو می‌گوید زمانی که خودرو و کجا در دسترس خواهد بود. یک کاربر تورو که می‌خواهد یک خودرو را اجاره کند، یک زمان مشخص را برای اجارهٔ خودرو رزرو می‌کند. تورو بسته به نوع پوشش بیمه‌ای که به صاحب خودرو ارائه می‌دهد، ۱۰ تا ۳۵ درصد درآمد اجاره را برمی‌دارد.